# Neva
Neva – miasto w Stanach Zjednoczonych, w stanie Wisconsin, w hrabstwie Langlade.